# Roaring Spring
Roaring Spring é um distrito localizado no estado norte-americano de Pensilvânia, no Condado de Blair.

## Demografia
Segundo o censo norte-americano de 2000, a sua população era de 2418 habitantes.
Em 2006, foi estimada uma população de 2296, um decréscimo de 122 (-5.0%).

## Geografia
De acordo com o United States Census Bureau tem uma área de
2,1 km², dos quais 2,1 km² cobertos por terra e 0,0 km² cobertos por água. Roaring Spring localiza-se a aproximadamente 308 m acima do nível do mar.

## Localidades na vizinhança
O diagrama seguinte representa as localidades num raio de 12 km ao redor de Roaring Spring.

## Figuras Iustres
- Ron Mallett